# Contraband (pel·lícula)
Contraband és una pel·lícula estatunidenca del 2012 dirigida per Baltasar Kormákur, protagonitzada per Mark Wahlberg i per Kate Beckinsale.

## Argument
Fa temps que Chris Farraday (Mark Wahlberg) va deixar el món de la delinqüència, però quan el seu cunyat Andy (Caleb Landry Jones) fica la pota en un assumpte de drogues encarregat pel seu implacable cap Tim Briggs (Giovanni Ribisi), Chris es veu obligat a tornar a fer el que millor se li dona, passar contraban, per pagar el deute d'Andy. Chris és un llegendari contrabandista i no triga a reunir a un equip de primera amb l'ajuda del seu millor amic, Sebastian (Ben Foster), i realitzar un últim viatge a Panamà per portar milions de dòlars en bitllets falsos. Però les coses no surten com estava previst i amb solament unes hores per fer-se amb els diners, Chris haurà de fer ús de les seves oxidades habilitats i superar una traïdora xarxa criminal amb brutals narcos, sicaris i policies de Panamà abans que la seva esposa Kate (Kate Beckinsale) i els seus fills es converteixin en els principals objectius.

## Repartiment
- Mark Wahlberg
- Kate Beckinsale
- Caleb Landry Jones
- Ben Foster
- Giovanni Ribisi
- Lukas Haas
- J.K. Simmons
- Diego Luna
- Robert Wahlberg
- Jaqueline Fleming

## Crítica
Contraband en conjunt, ha obtingut crítiques regulars als països anglòfons: el lloc Rotten Tomatoes li atribueix un percentatge del 48 % a la categoria All Critics, basat en 111 comentaris i una nota mitjana de 5,4 sobre 10 i un percentatge de 53 % a la categoria Top Critics, basat en 32 comentaris i una nota mitjana de 5,6 sobre 10, el lloc Metacritic li atribueix un resultat de 52 sobre 100, basat en 34 comentaris.